# Clásica de Pascua
La Clásica de Pascua es una prueba ciclista de un día amateur española, que se disputa en la ciudad de Padrón (La Coruña) y sus alrededores, en el lunes de pascua. Está organizado por el Club Ciclista Padronés. Forma parte del calendario nacional de la Real Federación Española de Ciclismo.

## Palmarés
| Año       | Ganador                  | Segundo                 | Tercero               |
| --------- | ------------------------ | ----------------------- | --------------------- |
| 1971      | Tomás Nistal             |                         |                       |
| 1972      | Ángel Barrios            |                         |                       |
| 1973      | Ángel Barrios            |                         |                       |
| 1974      | Fernando Cabrero         |                         |                       |
| 1975      | Fernando Cabrero         |                         |                       |
| 1976      | Fortunato Greciano       |                         |                       |
| 1977-1978 | No se disputó            | No se disputó           | No se disputó         |
| 1979      | Jesús Blanco Villar      |                         |                       |
| 1980      | Aladino García           |                         |                       |
| 1981      | Jesús Blanco Villar      |                         |                       |
| 1982      | No se disputó            | No se disputó           | No se disputó         |
| 1983      | Laudelino Cubino         |                         |                       |
| 1984      | Francisco Rodríguez      |                         |                       |
| 1985      | Laudelino Cubino         |                         |                       |
| 1986      | Rufino Alonso            |                         |                       |
| 1987      | Jorge Punzón             |                         |                       |
| 1988      | Manuel Antón Renard      |                         |                       |
| 1989      | Jorge Punzón             |                         |                       |
| 1990      | No se disputó            | No se disputó           | No se disputó         |
| 1991      | José Manuel Uría         |                         |                       |
| 1992      | Juan Ledo Martínez       |                         |                       |
| 1993      | No se disputó            | No se disputó           | No se disputó         |
| 1994      | Cândido Barbosa          |                         |                       |
| 1995      | Marcos Gallego           |                         |                       |
| 1996      | Fernando Represas        |                         |                       |
| 1997      | Iván Vidal               |                         |                       |
| 1998      | Álvaro Docampo           | César García Calvo      |                       |
| 1999      | José Antonio Pecharromán |                         |                       |
| 2000      | David García Dapena      |                         |                       |
| 2001      | Mariano Fernández        |                         |                       |
| 2002      | Carlos Castaño           |                         |                       |
| 2003      | Gerardo García           |                         |                       |
| 2004      | Gerardo García           | Gustavo Rodríguez       | Enrique Salgueiro     |
| 2005      | Lucas Sebastián Haedo    | Luis Fernández Oliveira | Juan Francisco Mourón |
| 2006      | José Mendes              |                         |                       |
| 2007      | Jaume Rovira             | Carlos Oyarzún          | Javier Alonso         |
| 2008      | Joni Brandão             | Bruno Saraiva           | Luis Moreira          |
| 2009      | Jorge Martín Montenegro  | José Antonio Cerezo     | Sergio Carrasco       |
| 2010      | Ángel Vallejo            | David Navarro           | José Antonio Cerezo   |
| 2011      | David Abal               | Luís Afonso             | Raúl García de Mateos |
| 2012      | Leonel Coutinho          | José Luis Mariño        | Aser Estévez          |
| 2013      | Leonel Coutinho          | Bruno Sardinha          | Daniel Freitas        |
| 2014      | Pedro Merino             | David Rañó              | Adolfo Vicente        |
| 2015      | Renato Macedo            | Pedro Merino            | Javier Sardá          |
| 2016      | Pedro Gregori            | Luís Gomes              | Fábio Mansilhas       |
| 2017      | Pedro Merino             | Javier Cantero          | José Luis Mariño      |
| 2018      | Raúl García de Mateos    | Guillaume De Almeida    | Martín Lestido        |
| 2019      | Martín Lestido           | Thomas Armstrong        | Raúl García de Mateos |
| 2020      | No se disputó            | No se disputó           | No se disputó         |
| 2021      | Ricardo Zurita           | Sergio Trueba           | Josué Gómez           |
| 2022      | Eric Fagúndez            | Kevin Suárez            | Tobías Tanfield       |
| 2023      | Vicente Rojas            | Marc Cabedo             | Viacheslav Ivanov     |
| 2024      | Ramón Fernández          | Alejandro Paz Alborés   | Marc Torres           |

## Palmarés por países
| País      | Victorias |
| --------- | --------- |
| España    | 10        |
| Portugal  | 4         |
| Argentina | 1         |
| Uruguay   | 1         |
| Chile     | 1         |